# 董猛
董猛（?—300年），晋朝宦官，晋惠帝时期黄门。

## 生平
董猛平时在东宫供职，主管宦官。皇后贾南风秘密指使董猛与孟观、李肇谋划除掉杨骏，废黜太后杨芷。元康元年（291年）三月十九日，皇后贾南风封董猛为武安侯，他的三个哥哥都被封为亭侯。六月，太子少傅张华派董猛劝说贾后惩处楚王司马玮，司马玮被杀。元康九年（299年）十二月三十日，惠帝到式乾殿，召公、卿入宫，让黄门令董猛出示皇后贾南风伪造的太子司馬遹的信以及青纸写的诏书。贾皇后又让董猛假托长广公主的言辞对惠帝说，要尽快决断，大臣们对废太子有不同意见的，应按军法处理。永康元年（300年）四月初四，赵王司马伦派遣尚书和郁持节把贬为平民的贾皇后押送到金墉城，诛杀了刘振、董猛、孙虑、程据等人。